# Rågården
Rågården är en bebyggelse i stadsdelen Angered (Angereds socken) i Göteborgs kommun i Västra Götalands län. Området avgränsades före 2015 till en småort för att därefter räknas som en del av tätorten Angered.